# Floridia
Floridia là một đô thị (comune) ở tỉnh Siracusa, vùng Sicilia của Ý. Đô thị Floridia có diện tích 26,22 km2, dân số thời điểm 31 tháng 5 năm 2005 là 21.406 người.
Các đơn vị dân cư:
Floridia giáp với các đô thị: Canicattini Bagni, Palazzolo Acreide, Syracuse, và Solarino.
Florida có cự ly 12 km về phía tây Siracusa. Các ngành kinh tế gồm nông nghiệp, chế tạo.